# USS Saratoga (CV-3)
USS Saratoga (CV-3) là chiếc tàu chiến thứ năm trong lịch sử Hải quân Hoa Kỳ được mang tên Saratoga, tên đặt theo trận chiến Saratoga quan trọng trong cuộc Chiến tranh giành độc lập Hoa Kỳ. Nó là chiếc tàu sân bay thứ hai của Hải quân Mỹ, được đưa vào hoạt động một tháng sớm hơn chiếc tàu chị-em cùng lớp USS Lexington sẽ là chiếc thứ ba sau chiếc USS Langley và Saratoga. Vì Saratoga trông giống hệt chiếc Lexington, ống khói của nó được sơn một sọc đen dọc nhằm giúp phi công dễ nhận diện ra nó. Dấu hiệu nhận dạng này mang lại cho nó tên lóng "Stripe-Stacked Sara" (Sara ống khói sọc).
Nó hoạt động cho đến tận năm 1946, và là một trong những tàu sân bay chủ lực của Mỹ trong giai đoạn đầu của Chiến tranh Thế giới thứ hai tại Mặt trận Thái Bình Dương. Saratoga, Enterprise và Ranger là những tàu sân bay hạm đội của Hải quân Mỹ chế tạo trước chiến tranh còn sống sót và phục vụ suốt quá trình can dự của Mỹ trong Thế Chiến II.

## Thiết kế & chế tạo
Saratoga được đặt lườn ngày 25 tháng 9 năm 1920, như là chiếc tàu chiến-tuần dương thứ ba thuộc lớp Lexington tại xưởng New York Shipbuilding Corporation, một chi nhánh của hãng American Brown-Boveri Electric Corporation ở Camden, New Jersey; việc chế tạo được hủy bỏ và nó được tái cấu trúc thành một tàu sân bay với ký hiệu là CV-3 vào ngày 1 tháng 7 năm 1922, để phù hợp với những giới hạn do Hiệp ước Hải quân Washington quy định; được hạ thủy ngày 7 tháng 4 năm 1925; được đỡ đầu bởi Bà Curtis D. Wilbur, phu nhân của Bộ trưởng Hải quân; và đưa vào hoạt động ngày 16 tháng 11 năm 1927, dưới quyền chỉ huy của Hạm trưởng, Đại tá Hải quân Harry E. Yarnell.

## Lịch sử hoạt động trước Thế Chiến II (1928–1940)
Saratoga là chiếc tàu sân bay nhanh đầu tiên của Hải quân, nhanh chóng chứng minh giá trị của loại tàu này. Nó khởi hành từ Philadelphia vào ngày 6 tháng 1 năm 1928 cho chuyến đi chạy thử máy, và đến ngày 11 tháng 1, viên chỉ huy không lực của nó, sau này sẽ là anh hùng trong Thế Chiến II, Marc A. Mitscher, hạ cánh chiếc máy bay đầu tiên. Trong một thử nghiệm vào ngày 27 tháng 1, chiếc khí cầu khung cứng Los Angeles đến neo vào đuôi tàu Saratoga để được tiếp nhiên liệu và vũ khí. Cùng ngày hôm đó, Saratoga khởi hành đi sang Thái Bình Dương ngang qua kênh đào Panama. Nó chuyển hướng trong một khoảng ngắn giữa ngày 14 đến 16 tháng 2 để chuyên chở lực lượng Thủy quân Lục chiến đến Corinto, Nicaragua, và cuối cùng gia nhập Hạm đội Chiến trận tại San Pedro, California vào 21 tháng 2. Thời gian còn lại trong năm được nó dùng vào việc huấn luyện và chạy thử máy sau cùng.

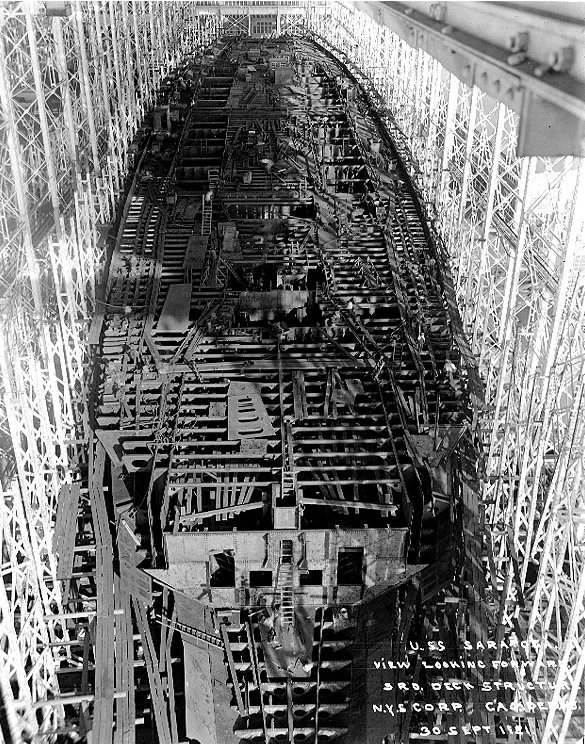
Tàu chiến-tuần dương Saratoga đang được chế tạo, năm 1921.

Vào ngày 15 tháng 1 năm 1929, Saratoga đi từ San Diego cùng Hạm đội Chiến trận để tham gia cuộc tập trận hạm đội đầu tiên của nó, Vấn đề Hạm Đội IX (Fleet Problem IX). Trong một lần cơ động khá mạo hiểm, Saratoga tách ra khỏi hạm đội chỉ với một tàu tuần dương hộ tống, đánh một vòng rộng về phía Nam và "tấn công" kênh đào Panama, vốn đang được phòng thủ bởi Hạm đội Tuần tiễu và tàu chị-em của Saratoga là chiếc Lexington. Nó tung ra đợt tấn công thành công vào ngày 26 tháng 1 và, mặc dù bị "đánh chìm" ba lần sau đó trong ngày, đã chứng minh tính linh hoạt của một lực lượng đặc nhiệm nhanh dựa trên tàu sân bay. Ý tưởng này được đưa vào học thuyết hạm đội và được sử dụng lại năm sau đó trong Vấn đề Hạm Đội X tại vùng biển Caribbean. Tuy nhiên lần này, Saratoga và tàu sân bay Langley, bị "vô hiệu" bởi một đợt tấn công bất ngờ từ Lexington, cho thấy cách nhanh chóng mà lực lượng trên không có thể thay đổi thế cân bằng trong hoạt động hải quân.
Sau đợt tập trung hạm đội tại vùng biển Caribe, Saratoga tham gia buổi Duyệt binh Tổng thống tại Norfolk, Virginia vào tháng 5 rồi quay về San Pedro ngày 21 tháng 6 năm 1930.

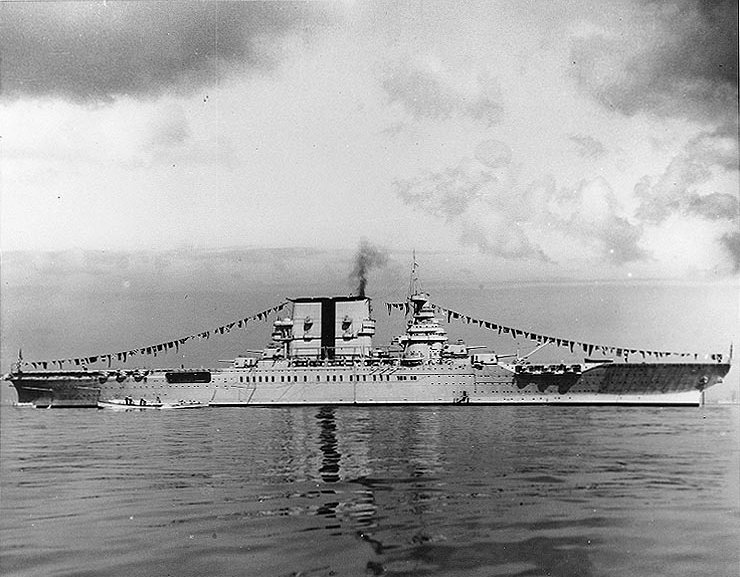
USS Saratoga, với vạch sọc đặc trưng trên ống khói, trương hết các cờ hiệu ra trong Ngày Hải Quân 27 tháng 10 năm 1932.

Trong thập niên còn lại trước Thế Chiến II, Saratoga thao dượt tại vùng San Diego-San Pedro, ngoại trừ các lần tập trận hằng năm và đại tu định kỳ tại Xưởng Hải quân Bremerton. Trong các lần tập trận Vấn đề Hạm Đội, Saratoga tiếp tục giúp đỡ phát triển chiến thuật tàu sân bay nhanh, và tầm quan trọng của nó được nhận ra trong thực tế nó luôn luôn là mục tiêu hàng đầu của các cuộc tấn công đối địch. Vấn đề Hạm Đội năm 1932 vạch ra tại Hawaii và trùng hợp là, diễn ra đang lúc cao trào của Sự kiện Phụng Thiên, trong đó Nhật Bản bắt đầu con đường đưa đến Thế Chiến II. Saratoga tập trận tại vùng Hawaii từ 31 tháng 1 đến 19 tháng 3 và quay trở lại Hawaii để tập trận hạm đội năm sau từ 23 tháng 1 đến 28 tháng 2 năm 1933. Trên đường quay về vùng duyên hải Bờ Tây, nó tung ra cuộc "không kích" thắng lợi vào vùng Long Beach.
Cuộc tập trận năm 1934 đưa chiếc Saratoga đến khu vực Caribe và vùng biển Đại Tây Dương một thời gian dài, từ 9 tháng 4 đến 9 tháng 11, và tiếp nối bằng những hoạt động kéo dài tương đương với Hạm Đội Hoa Kỳ tại Thái Bình Dương trong năm tiếp theo. Giữa 27 tháng 4 đến 6 tháng 6 năm 1936, nó tham gia Vấn đề Hạm Đội ở vùng kênh đào Panama, rồi quay trở lại cùng với hạm đội đến Hawaii tập trận từ 16 tháng 4 đến 28 tháng 5 năm 1937. Ngày 15 tháng 3 năm 1938, Saratoga đi từ San Diego để tham gia Vấn đề Hạm Đội XIX, lại được tổ chức ngoài khơi Hawaii. Trong  giai đoạn 2 của cuộc tập trận, Saratoga tung ra cuộc không kích bất ngờ vào Trân Châu Cảng từ một điểm cách Oahu 200 km (180 hải lý), đặt ra một kiểu mẫu mà người Nhật sẽ sao chép vào tháng 12 năm 1941. Khi quay về vùng Bờ Tây, Saratoga và Lexington tiếp nối với cuộc "tấn công" vào đảo Mare và Alameda. Saratoga đang trong giai đoạn đại tu khi hạm đội tập trung năm 1939, nhưng vào giữa 2 tháng 4 và 21 tháng 6 năm 1940, nó tham gia Vấn đề Hạm Đội XXI, cuộc tập trận cuối cùng được tổ chức trong bối cảnh khủng hoảng diễn ra trên toàn thế giới.
Trong các ngày 14 tháng 10 đến 29 tháng 10 năm 1940, Saratoga chuyên chở một lượt quân nhân từ San Pedro đến Hawaii, và đến ngày 6 tháng 1 năm 1941, nó vào Xưởng hải quân Puget Sound, Bremerton, Washington để tiến hành đợt nâng cấp đã bị trì hoãn khá lâu, bao gồm việc mở rộng sàn đáp phía trước, sửa lại một lỗ hổng bên mạn phải tàu và trang bị thêm súng phòng không cỡ nhỏ. Rời xưởng Bremerton vào ngày 28 tháng 4 năm 1941, nó tham gia tập trận đổ quân đổ bộ trong tháng 5 và thực hiện hai chuyến đi đến Hawaii trong tháng 5 và tháng 6 trong khi mối quan hệ ngoại giao với Nhật Bản ngày càng căng thẳng hơn.

## Thế Chiến II

### 1941
Khi Nhật Bản tấn công Trân Châu Cảng ngày 7 tháng 12 năm 1941, Saratoga vừa đến San Diego sau một lượt bảo trì trung gian tại Bremerton. Nó hối hả ra đi ngay ngày hôm sau như là hạt nhân của lực lượng tàu sân bay thứ 3 (Lexington và Enterprise đã ra khơi), chuyên chở máy bay của Thủy quân Lục chiến dự định tăng cường cho lực lượng bảo vệ mong manh trên đảo Wake. Sự có mặt của những máy bay đó trên chiếc Saratoga làm cho nó là lựa chọn duy nhất hợp lý để làm giảm áp lực. Nó đến Trân Châu Cảng ngày 15 tháng 12, chỉ dừng lại một thời gian ngắn đủ để tiếp nhiên liệu. Sau đó nó nhập chung với chiếc Tangier, đang chở theo các đơn vị và tiếp liệu tăng cường, trong khi Lexington và Enterprise yểm trợ từ xa cho chiến dịch. Tuy nhiên, lực lượng của Saratoga bị chậm do tốc độ thấp của những tàu chở dầu và quyết định tiếp dầu các tàu khu trục hạm ngày 21 tháng 12. Sau khi nhận được các báo cáo về sự hiện diện của các tàu sân bay Nhật tại khu vực đảo và quân Nhật bắt đầu đổ bộ, lực lượng tăng cường được lệnh rút lui vào ngày 22 tháng 12. Wake thất thủ ngày hôm sau.

### 1942
Saratoga tiếp tục các nhiệm vụ trong khu vực quần đảo Hawaii, nhưng đến ngày 11 tháng 1 năm 1942, trên đường đến điểm hẹn với chiếc Enterprise 800 km (500 dặm) về phía tây nam đảo Oahu, nó bất ngờ trúng phải ngư lôi lặn sâu do tàu ngầm Nhật I-16 bắn. Cho dù có sáu người thiệt mạng và ba ngăn bị ngập nước, chiếc tàu sân bay vẫn quay về Oahu bằng động cơ của chính nó. Tại đây các khẩu pháo 8-inch, vốn không thể dùng để chống máy bay, được tháo dỡ nhằm trang bị cho hệ thống phòng thủ trên đảo, còn chiếc tàu sân bay đi tiếp về xưởng tàu hải quân Bremerton để sửa chữa triệt để các hư hỏng và lắp các khẩu đội phòng không hiện đại.
Saratoga rời vịnh Puget Sound ngày 22 tháng 5 để đi đến San Diego. Nó đến đó ngày 25 tháng 5, và nó đang huấn luyện các phi đội khi tin tức tình báo cho biết về dự định tấn công đảo Midway của quân Nhật. Do nhu cầu phải nhận thêm máy bay và tiếp liệu cũng như tập hợp lực lượng tàu hộ tống, chiếc tàu sân bay không thể khởi hành trước ngày 1 tháng 6 và đi đến Trân Châu Cảng vào ngày 6 sau khi Trận chiến Midway đã kết thúc. Nó rời Trân Châu Cảng vào ngày 7 tháng 6 sau khi tiếp nhiên liệu, và đến ngày 11 tháng 6, nó chuyển giao 34 máy bay cho chiếc Hornet và chiếc Enterprise để bổ sung những tổn thất trong chiến đấu của các phi đoàn. Ba chiếc tàu sân bay sau đó chuyển hướng lên phía Bắc để đối phó các hoạt động của quân Nhật tại quần đảo Aleut, nhưng nhiệm vụ bị hủy bỏ và Saratoga trở về Trân Châu Cảng vào ngày 13 tháng 6.
Từ ngày 22 đến ngày 29 tháng 6, Saratoga chuyên chở các máy bay của Thủy quân Lục chiến và Bộ binh đến cứ điển trên đảo Midway. Ngày 7 tháng 7, nó di chuyển về hướng Tây Nam Thái Bình Dương, và từ ngày 28 đến ngày 30 tháng 7, Saratoga hỗ trợ trên không cho việc tập dượt đổ bộ trên quần đảo Fiji nhằm chuẩn bị cho việc đổ bộ lên đảo Guadalcanal. Nó là kỳ hạm của Chuẩn Đô Đốc F. J. Fletcher, và mở màn Trận đánh Guadalcanal vào sáng sớm ngày 7 tháng 8 khi nó tung ra những máy bay của nó vào trận đánh, và tiếp tục hỗ trợ trên không cho cuộc đổ bộ trong hai ngày tiếp theo. Trong ngày đầu tiên, những cuộc không kích của Nhật bị đẩy lui trước khi đến được các tàu sân bay, nhưng vì suy đoán có những cuộc không kích tiếp theo, lực lượng của tàu sân bay được rút lui về một điểm hẹn tiếp nhiên liệu vào trưa ngày 8 tháng 8. Vì lý do đó, nó ở cách quá xa không thể trả đũa lại sau khi bốn tàu tuần dương Đồng Minh bị đánh chìm trong đêm đó ở Trận chiến đảo Savo. Lực lượng của tàu sân bay tiếp tục hoạt động ở phía Đông quần đảo Solomon, bảo vệ tuyến đường thủy tiếp vận đến bãi đổ bộ và chờ đợi sự phản công của lực lượng Hải quân Nhật.

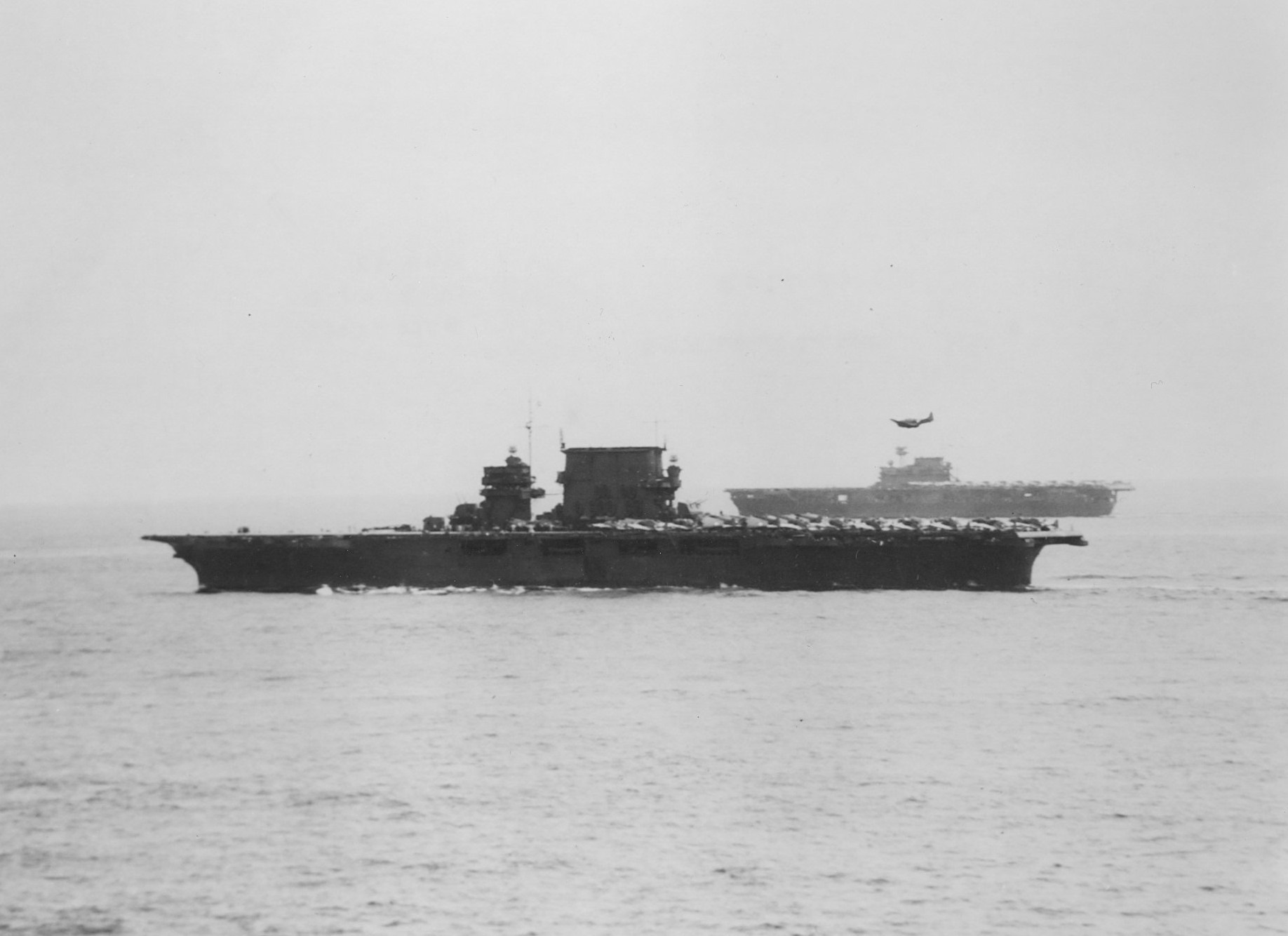
Saratoga và Enterprise ngoài khơi Guadalcanal, tháng 8 năm 1942.

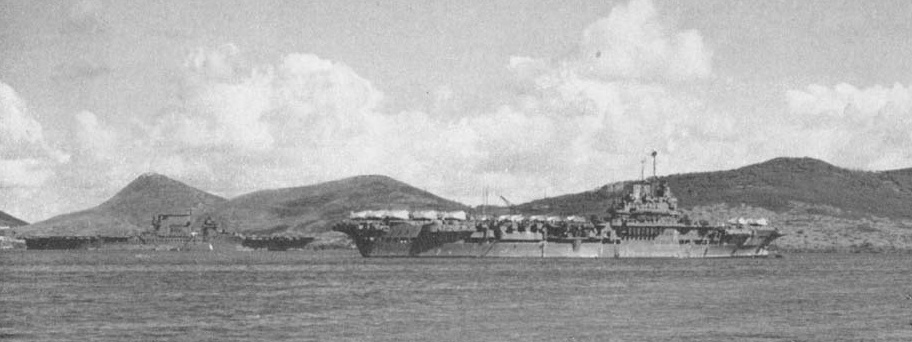
Saratoga và HMS Victorious tại Noumea, 1943.

Cuộc phản công trở thành hiện thực khi một lực lượng tàu vận tải Nhật bị phát hiện vào ngày 23 tháng 8, và Saratoga tung ra đợt tấn công chống lại chúng. Tuy nhiên, những chiếc máy bay không thể tìm ra đối phương, và chúng phải hạ cánh qua đêm tại Guadalcanal. Khi chúng quay trở lại tàu sáng hôm sau, có tin phát hiện thấy những tàu sân bay địch. Hai giờ sau, Saratoga tấn công và đánh chìm tàu sân bay Ryūjō. Trưa hôm đó, khi phát hiện đợt tấn công từ các tàu sân bay đối phương khác, Saratoga vội vã tung ra cuộc tấn công, phát hiện và gây hư hại tàu chở thủy phi cơ Chitose. Trong lúc đó, nhờ mây dày đặc, Saratoga không bị máy bay Nhật phát hiện, nên cuộc tấn công của chúng tập trung vào, và gây hư hại, chiếc Enterprise. Lực lượng Mỹ đánh trả ác liệt và gây suy yếu đáng kể sức mạnh không quân của Nhật đến nỗi Nhật phải cho rút lui lực lượng tàu vận tải trước khi chúng đến được Guadalcanal.
Sau khi thu hồi các máy bay của nó vào đêm 24 tháng 8, Saratoga được tiếp nhiên liệu vào ngày 25 rồi tiếp tục tuần tiễu ở phía Đông quần đảo Solomon. Một tuần sau, một tàu khu trục báo cáo nhìn thấy sóng của một ngư lôi hướng về chiếc tàu sân bay, nhưng con tàu dài gần 300 mét không thể xoay trở đủ nhanh chóng. Một phút sau, ngư lôi từ một tàu ngầm Nhật hạng B1, chiếc I-26, lao vào mạn phải tàu. Vụ nổ chỉ làm ngập một ngăn và không có tử vong, nhưng cú đụng chạm gây chập mạch gây hỏng hệ thống đẩy vận hành bằng turbo-điện của chiếc Saratoga làm nó đứng tại chỗ. Tàu tuần dương Minneapolis phải lai dắt nó khi nó chuyển hết số máy bay lên bờ. Đến chiều, kỹ sư trên chiếc Saratoga đã làm tạm hệ thống dẫn điện qua chỗ bị hỏng và nó có thể tự di chuyển ở tốc độ 10 hải lý mỗi giờ (19 km/h). Sau những sửa chữa tại Tongatabu từ ngày 6 đến ngày 12 tháng 9, Saratoga trở về Trân Châu Cảng ngày 21 tháng 9 để được sửa chữa triệt để.

### 1943

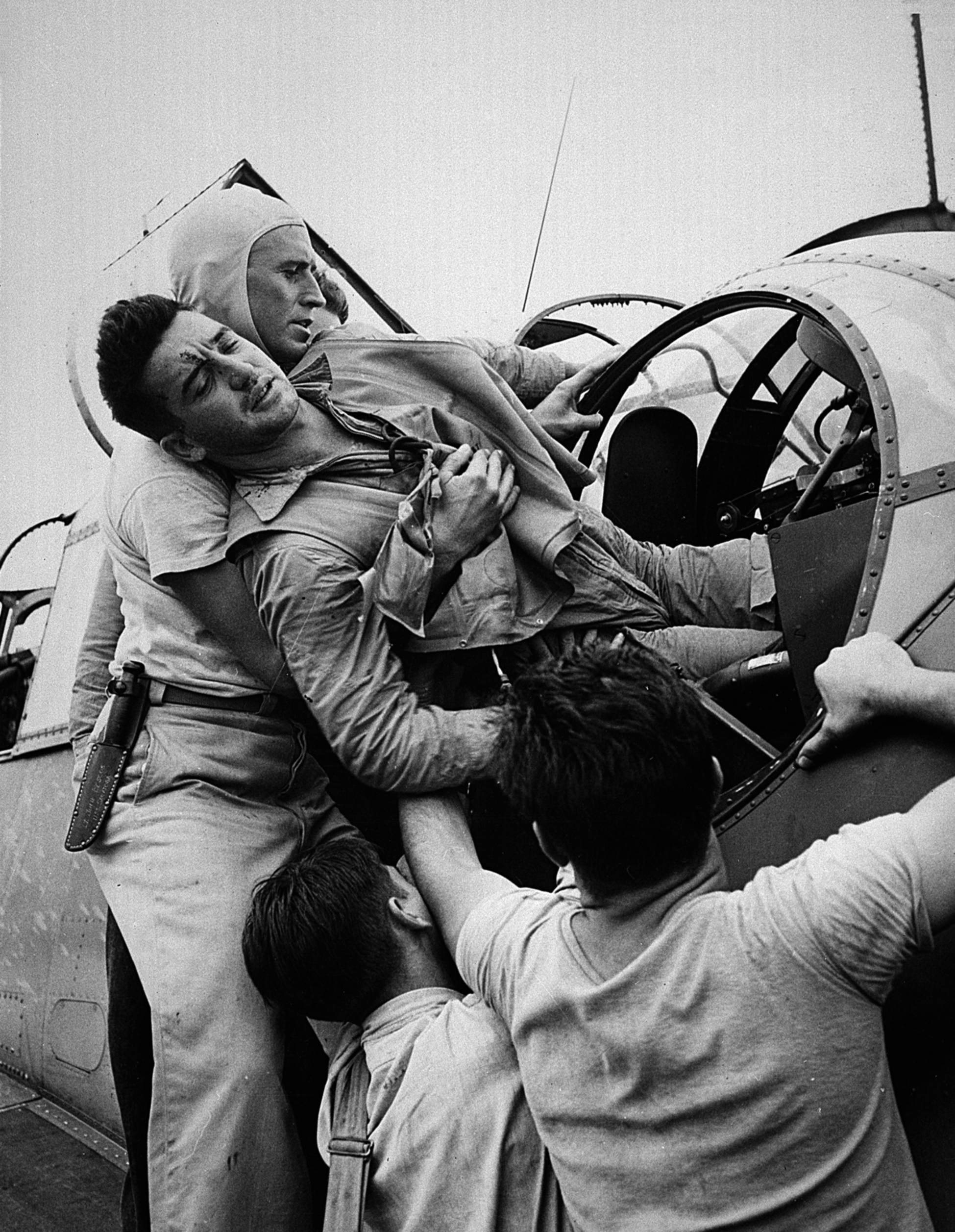
Thủy thủ trên Saratoga đang đỡ xạ thủ súng máy ra khỏi chiếc TBF Avenger sau một phi vụ tại Rabaul vào tháng 11 năm 1943.

Saratoga khởi hành từ Trân Châu Cảng ngày 10 tháng 11 năm 1942 hướng về Fiji rồi đến Nouméa ngày 5 tháng 12 năm 1942. Trong 12 tháng tiếp sau đó nó hoạt động ở vùng phụ cận Nouméa, yểm trợ trên không cho các chiến dịch nhỏ cũng như bảo vệ các đơn vị Mỹ đóng tại phía đông quần đảo Solomons. Từ ngày 17 tháng 5 đến ngày 31 tháng 7 năm 1943, nó được tăng cường bởi tàu sân bay Anh HMS Victorious, và đến ngày 20 tháng 10, nó được tàu sân bay hạng nhẹ USS Princeton tháp tùng. Khi các đơn vị đổ bộ lên đảo Bougainville ngày 1 tháng 11, máy bay của Saratoga đã vô hiệu hóa các sân bay Nhật lân cận trên đảo Buka. Rồi đến ngày 5 tháng 11, nhận được tin báo các tàu tuần dương Nhật đang tập trung tại Rabaul để phản công các lực lượng Đồng Minh đổ bộ, Saratoga tung ra cuộc tấn công có lẽ là sáng chói nhất trong suốt cuộc chiến. Máy bay của nó đã thâm nhập qua cảng biển được phòng thủ dày đặc và loại bỏ hầu hết các tàu tuần dương Nhật ra khỏi cuộc chiến, chấm dứt mối đe dọa trên mặt biển nhắm vào Bougainville. Bản thân chiếc Saratoga vô sự và quay trở về tiếp tục không kích vào Rabaul ngày 11 tháng 11.
Saratoga và Princeton sau đó được đưa vào Đội Tàu sân bay Trợ giúp (Relief Carrier Group) để tấn công vào quần đảo Gilberts, và sau khi tấn công vào Nauru ngày 19 tháng 11, chúng hẹn gặp gỡ đội tàu vận chuyển vào ngày 23 tháng 11 đưa lực lượng đến đảo Makin và đảo san hô Tarawa. Các tàu sân bay yểm trợ trên không cho đến khi đội tàu vận chuyển đến được mục tiêu rồi tiếp tục tuần tiễu trên khu vực Tarawa. Cho đến lúc này, Saratoga đã hoạt động trên một năm mà không được sửa chữa, nên nó được tách ra khỏi hạm đội vào ngày 30 tháng 11 để quay về Mỹ. Nó được đại tu tại San Francisco từ ngày 9 tháng 12 năm 1943 đến ngày 3 tháng 1 năm 1944, và nó được nâng cấp hỏa lực phòng không lần cuối cùng, thay 36 khẩu 20 mm bằng 60 khẩu pháo 40 mm.

### 1944
Chiếc tàu sân bay đến Trân Châu Cảng ngày 7 tháng 1, và sau một thời gian huấn luyện ngắn, nó rời Trân Châu Cảng ngày 19 tháng 1 với các tàu sân bay hạng nhẹ Langley và Princeton để hỗ trợ cho các hoạt động tại quần đảo Marshalls. Máy bay của nó tấn công Wotje và Taroa trong ba ngày từ 29 đến 31 tháng 1, rồi ném bom Engebi, đảo chính của Eniwetok, trong các ngày 3 đến ngày 6 và ngày 10 đến ngày 12 tháng 2. Máy bay tung ra những đòn tấn công cuối cùng trên hệ thống phòng ngự của quân Nhật trong ngày 16, một ngày trước cuộc đổ bộ, rồi tiếp tục hỗ trợ tấn công gần mặt đất và tuần tra chiến đấu trên không bên trên không phận đảo cho đến ngày 28 tháng 2.
Saratoga sau đó rời khỏi những chiến trường chính tại Thái Bình Dương trong vòng gần một năm, thực hiện nhiều nhiệm vụ kém ngoạn mục nhưng khá quan trọng tại nhiều nơi. Trước tiên nó giúp đỡ Hạm đội Anh tấn công tại khu vực Đông Ấn. Ngày 4 tháng 3, Saratoga rời khỏi Majuro cùng ba tàu tuần dương hộ tống, đi qua Espiritu Santo; Hobart, Tasmania; và Fremantle, Australia, để gia nhập Hạm đội Anh Viễn Đông tại Ấn Độ Dương. Nó đến điểm hẹn ngày 27 tháng 3 và gặp gỡ lực lượng Anh, bao gồm tàu sân bay HMS Illustrious, tàu chiến-tuần dương HMS Renown (là kỳ hạm của Phó Đô Đốc chỉ huy phó Hạm đội Viễn Đông), các thiết giáp hạm HMS Queen Elizabeth và HMS Valiant cùng các tàu hộ tống, và cùng đến Trincomalee, Tích Lan (Ceylon, ngày nay là Sri Lanka) ngày 31 tháng 3. Đến ngày 12 tháng 4, chiếc thiết giáp hạm Pháp Richelieu cũng đến, gia tăng thêm hương vị quốc tế cho lực lượng này, vốn cũng bao gồm các tàu chiến của Australia, New Zealand và Hà Lan. Trong hai ngày tiếp theo, các tàu sân bay tiến hành tập trận ngoài khơi, nơi mà các phi công của chiếc Saratoga cố gắng truyền đạt những kinh nghiệm của họ cho các phi công Anh.
Ngày 16 tháng 4, Hạm đội Viễn Đông, cùng chiếc Saratoga, khởi hành từ Trincomalee, và đến ngày 19, máy bay từ hai tàu sân bay tấn công cảng Sabang ở phía mũi Tây Bắc đảo Sumatra trong Chiến dịch Cockpit. Lực lượng Nhật Bản hoàn toàn bị bất ngờ bởi cuộc tấn công mới này, và nó gây nhiều thiệt hại cho các thiết bị cảng và các kho dầu, với các thiệt hại tối thiểu. Cuộc không kích tỏ ra thành công đến nỗi chiếc Saratoga hoãn lại cuộc khởi hành để tiến hành trận không kích thứ hai. Khởi hành từ Ceylon ngày 6 tháng 5, lực lượng đã tấn công vào Soerabaja trên đảo Java vào ngày 17 tháng 5 với những kết quả thành công tương tự. Saratoga tách khỏi lực lượng này ngày hôm sau, và đi diễu qua khối các tàu chiến thuộc Hạm đội Viễn Đông, nơi các tàu Đồng Minh hoan hô và chúc mừng lẫn nhau.

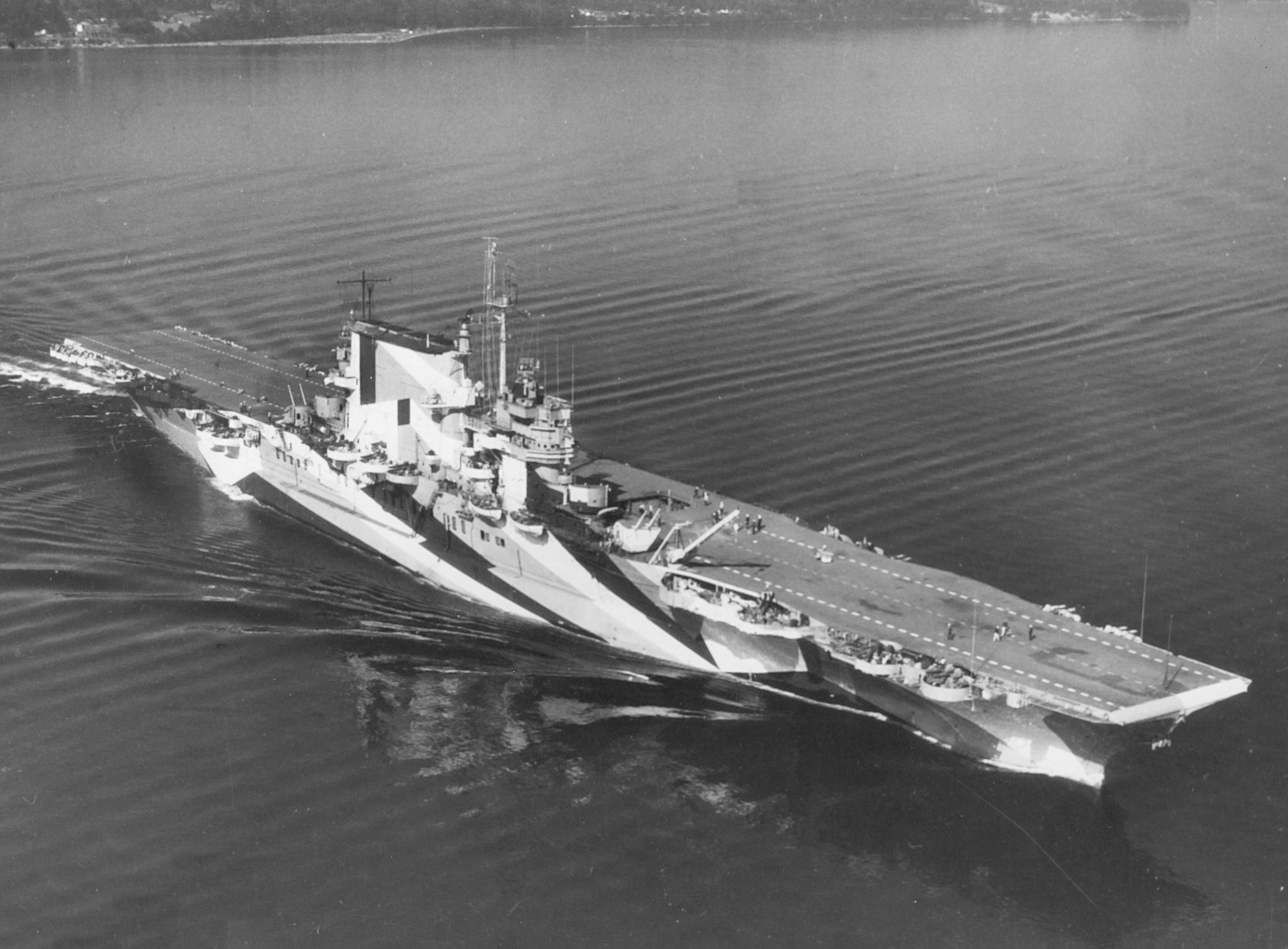
Saratoga sau khi được cải tạo năm 1944 với màu sơn ngụy trang.

Saratoga trở về Bremerton, Washington ngày 10 tháng 6 năm 1944 để được đại tu. Ngày 24 tháng 9, nó đến Trân Châu Cảng và khởi sự nhiệm vụ đặc biệt huấn luyện các phi đội tiên kích bay đêm. Saratoga đã từng thử nghiệm bay đêm ngay từ năm 1931, và nhiều tàu sân bay đã buộc phải tiếp nhận những máy bay quay về tàu ban đêm trong chiến tranh, nhưng chỉ cho đến tháng 8 năm 1944 mới có một tàu sân bay hạng nhẹ, chiếc Independence, nhận được một liên đội được trang bị đặc biệt để hoạt động ban đêm. Cùng lúc đó, Đội Tàu sân bay 11, bao gồm chiếc Saratoga và chiếc Ranger, được giao nhiệm vụ tại Trân Châu Cảng để huấn luyện phi công bay đêm và phát triển học thuyết bay đêm. Saratoga tiếp tục nhiệm vụ huấn luyện quan trọng này trong gần bốn tháng, nhưng cho đến tháng 10, chỉ huy trưởng của Đội Tàu sân bay được khuyến cáo rằng "trong khi làm nhiệm vụ huấn luyện là chủ yếu, Saratoga có giá trị rất lớn trong chiến đấu và nên được giữ trong tình trạng luôn sẵn sàng cho các nhiệm vụ tác chiến." Nhiệm vụ được giao vào tháng 1 năm 1945. Những tàu sân bay hạng nhẹ như chiếc Independence cho thấy là quá nhỏ để có thể hoạt động bay đêm an toàn, và chiếc Saratoga vội vã khởi hành khỏi Trân Châu Cảng ngày 29 tháng 1 năm 1945, để thành lập một đội đặc nhiệm tiêm kích bay đêm cùng với chiếc Enterprise trong chiến dịch tấn công đảo Iwo Jima.

### 1945

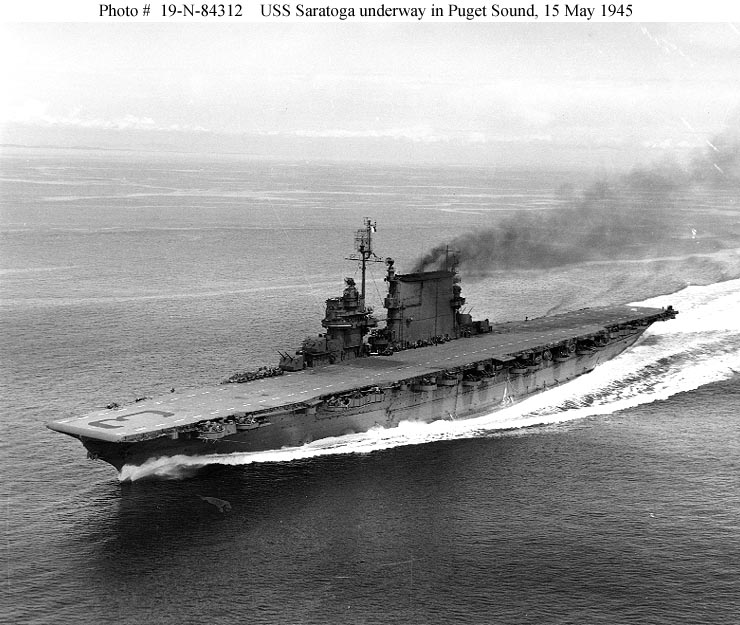
Saratoga trong vịnh Puget Sound sau khi sửa chữa các hư hại trong chiến đấu.

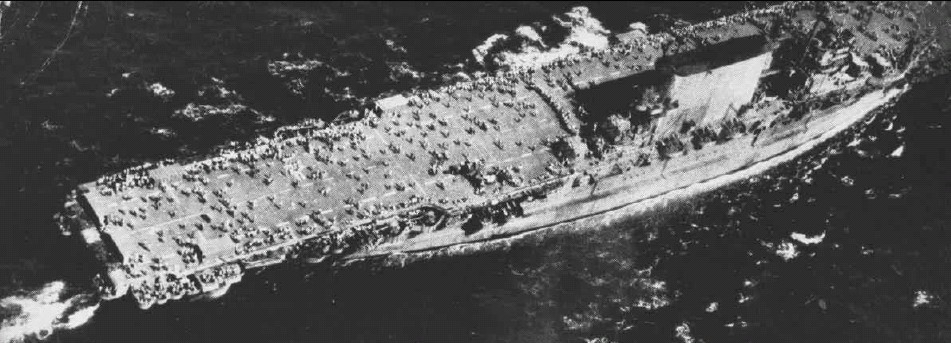
Saratoga trong một đợt vận chuyển "Magic Carpet" năm 1945.

Saratoga đến Ulithi ngày 7 tháng 2 và rời khỏi đó ba ngày sau cùng với chiếc Enterprise cùng bốn đội đặc nhiệm tàu sân bay khác. Sau khi thực tập đổ bộ cùng Thủy quân Lục chiến tại Tinian ngày 12 tháng 2, lực lượng tàu sân bay thực hiện nhiều cuộc tấn công trên các đảo Nhật Bản chính quốc trong các đêm 16 và 17 tháng 2, trước Trận Iwo Jima. Saratoga được phân công yểm hộ trên không trong khi các tàu sân bay khác tấn công các đảo Nhật Bản, nhưng trong quá trình đó các máy bay tiêm kích của nó cũng tham gia tấn công hai sân bay Nhật Bản. Lực lượng được tiếp nhiên liệu trong các ngày 18 và 19 tháng 2, rồi đến ngày 21 tháng 2, Saratoga tách ra khỏi lực lượng cùng với ba tàu khu trục hộ tống để tiến hành các phi vụ tuần tra đêm bên trên Iwo Jima và các phi vụ đêm bên trên đảo Chi-chi Jima gần đó. Tuy nhiên, khi nó đến khu vực hoạt động vào khoảng 17 giờ ngày 21, một cuộc tấn công đã xảy ra. Lợi dụng mây che phủ thấp và lực lượng hộ tống của chiếc Saratoga không đầy đủ, 6 chiếc máy bay Nhật đã ném trúng năm quả bom trong vòng ba phút. 3 chiếc máy bay trong số đó cũng đã lao thẳng vào Saratoga. Một đợt tấn công khác diễn ra lúc 19 giờ với thêm một trái bom trúng đích. 
Sàn đáp phía trước của chiếc Saratoga bị hư hại nặng, mạn phải tàu bị thủng hai lỗ và đám cháy bùng phát trong kho chứa máy bay, 123 thủy thủ đoàn thiệt mạng hay mất tích và 192 người bị thương. 40 máy bay của nó đã bị phá hủy, bao gồm 31 máy bay chiến đấu Grumman F6F Hellcat và 9 máy bay ném ngư lôi Grumman TBM Avenger. Đến 20 giờ 15, đám cháy được kiểm soát và Saratoga bắt đầu nhận hạ cánh những máy bay của nó, nhưng nó được yêu cầu đi đến Eniwetok, và sau đó là quay về Bờ Tây để được sửa chữa, và nó về đến Bremerton ngày 16 tháng 3.
Ngày 22 tháng 5, Saratoga rời khỏi Puget Sound sau khi được sửa chữa toàn diện, và nó quay lại vai trò huấn luyện phi công tại Trân Châu Cảng ngày 3 tháng 6. Nó chấm dứt nhiệm vụ huấn luyện ngày 6 tháng 9 sau khi Nhật Bản đầu hàng, và rời khỏi Hawaii ngày 9 tháng 9, vận chuyển 3.712 cựu quân nhân hải quân quay về Mỹ trong khuôn khổ Chiến dịch Magic Carpet (Chiếc thảm thần). Kết thúc chiến dịch "Magic Carpet", Saratoga đã đưa về nhà 29.204 cựu quân nhân khu vực Thái Bình Dương, nhiều hơn bất kỳ chiếc tàu nào khác. Vào lúc đó, nó cũng giữ kỷ lục về số máy bay hạ cánh trên tàu sân bay lớn nhất, với tổng số 98.549 lần hạ cánh trong 17 năm phục vụ.

## Kết thúc phục vụ

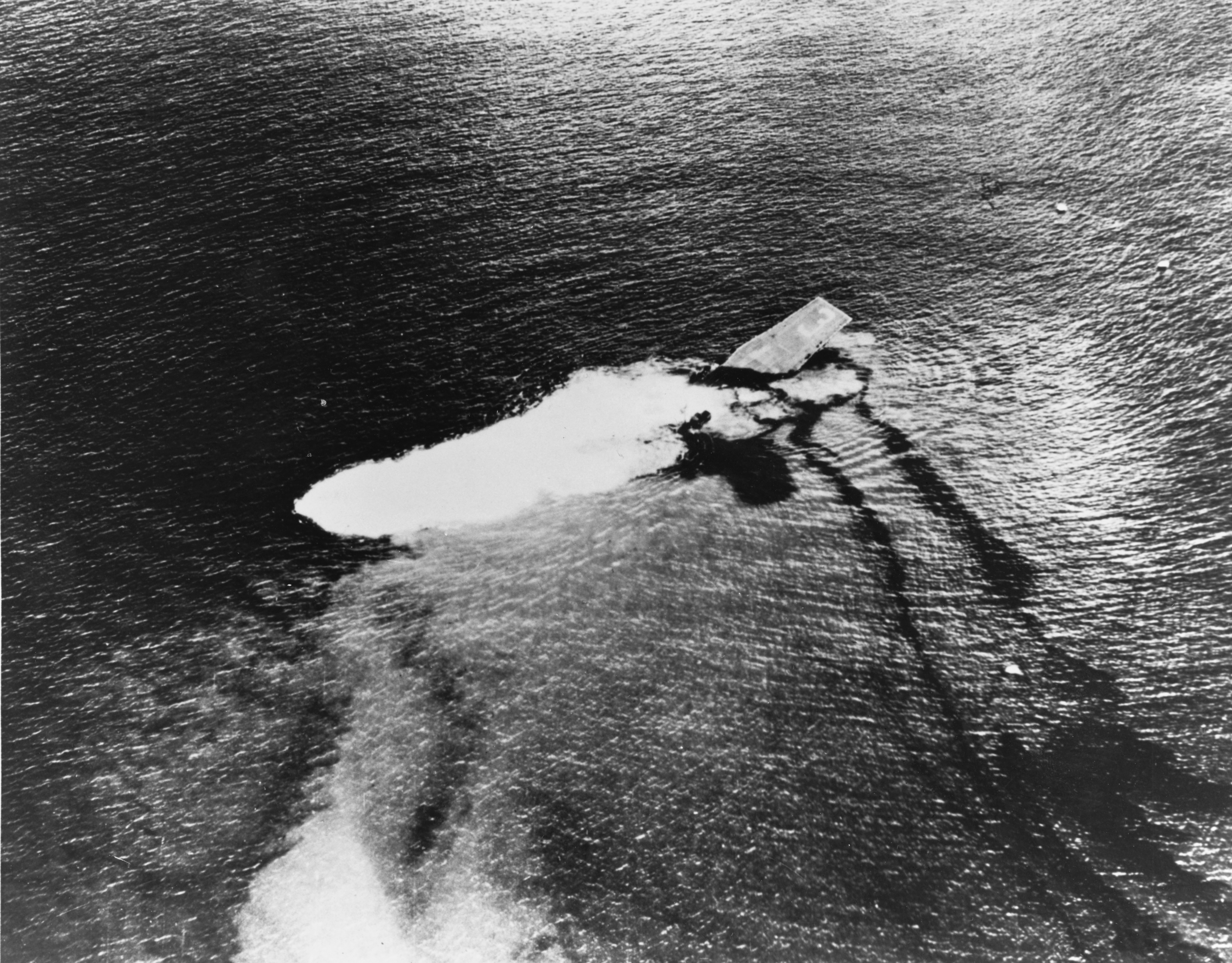
Saratoga đang chìm sau thử nghiệm bom nguyên tử tại đảo san hô Bikini.

Với sự có mặt với số lượng lớn những tàu sân bay thuộc lớp Essex, Saratoga trở nên dư thừa đối với nhu cầu sau chiến tranh, nên nó được dùng làm mục tiêu trong Chiến dịch Crossroads tại đảo san hô Bikini nhằm thử nghiệm hậu quả của vụ nổ sinh ra từ bom nguyên tử ảnh hưởng đến tàu chiến hải quân. Nó đã sống sót được sau thử nghiệm thứ nhất (Thử nghiệm ABLE), một vụ nổ hạt nhân trên không ngày 1 tháng 7 năm 1946, với những hư hại nhẹ. Tuy nhiên, nó bị hư hại tới mức không sửa chữa được trong cuộc thử nghiệm thứ hai (Thử nghiệm BAKER) ngày 25 tháng 7, một vụ nổ sâu dưới nước 30 m bên dưới tàu đổ bộ LSM-60 cách xa chiếc tàu sân bay khoảng 500 m. Những nỗ lực ứng cứu chiếc tàu bị ngăn chặn do sự nhiễm phóng xạ quá cao, và bảy giờ rưỡi sau vụ nổ, ống khói nổi tiếng của nó đổ sụp dọc theo sàn tàu, và chiếc Saratoga chìm xuống dưới lòng vịnh đảo san hô. Nó được rút tên khỏi danh sách Đăng bạ Hải quân ngày 15 tháng 8 năm 1946.
Saratoga đã nhận được bảy Ngôi sao Chiến đấu vì những thành tích trong Thế Chiến II.
Những năm gần đây, vị trí đắm tàu, mà phần nhô cao lên nhất chỉ cách mặt nước 12 m (40 ft), trở thành một địa điểm bơi lặn, một trong hai địa điểm đắm tàu sân bay duy nhất trên thế giới (nơi kia là của chiếc USS Oriskany tại Vịnh Mexico) có thể đến được cho các tay bơi lặn nghiệp dư.

## Văn hóa đại chúng
Phim Hell Divers năm 1931 do Wallace Berry và một diễn viên trẻ Clark Gable đóng nói về một đôi phi công ganh đua nhau trên chiếc ‘‘Saratoga’’, trong phim có nhiều cảnh quay về hoạt động thực trên chiếc tàu.

## Phần thưởng[2]
| Bronze star |                                                       |
|             | Silver star · Bronze star · Bronze star · Bronze star |

| Huân chương Phục vụ Phòng vệ Hoa Kỳ với 1 Ngôi sao Chiến trận |                                                                         |                                      |
| Huân chương Chiến dịch Hoa Kỳ                                 | Huân chương Chiến dịch Châu Á-Thái Bình Dương với 8 Ngôi sao Chiến trận | Huân chương Chiến thắng Thế Chiến II |